# الكتابة البنغالية بالخط العربي
"الكتابة البنغالية بالخط الفارسي العربي (شاه مكهي)" أو "القرآن الكريم باللغة البنغالية" الأبجدية العربية-الفارسية (نص شاه مكهي) اللغة البنغالية الكتابة و/أو الديسي-تسام المستخدمة في اللغة البنغالية (الدرافيدية-السنسكريتية) ويشير إلى الاستخدام الأكبر للكلمات العربية -الفارسية - التركية المستخدمة في العالم الإسلامي بدلاً من الكلمات الأجنبية المستخدمة في العالم غير الإسلامي.
كان نظام الكتابة هذا سائدًا في الفترة النوابية البنغالية، وقد أطلق عليه اللغويون فيما بعد اسم دوباشي [الإنجليزية]. بعد تقسيم الهند وانضمام شرق البنغال ضمن باكستان دخل نظام الكتابة هذا في المناقشة السياسية مرة أخرى، ثم سميت هذه اللغة "اللغة البنغالية الباكستانية". أو "اللغة الباكستانية البنغالية".